# برای تو (ترانه لیام پین و ریتا اورا)
«برای تو» (به انگلیسی: For You) تک‌آهنگی خواننده‌های بریتانیایی ریتا اورا و لیام پین می‌باشد که در آلبوم موسیقی متن فیلم پنجاه طیف آزادی (۲۰۱۸) و نیز دومین آلبوم استودیویی اورا تحت عنوان ققنوس و نخستین آلبوم استودیویی پین به‌نام ال‌پی۱ (۲۰۱۹) قرار دارد. این ترانه در ۵ ژانویهٔ سال ۲۰۱۸ از سوی استودیو یونیورسال و ریپابلیک رکوردز به‌عنوان تک‌آهنگ اصلی این موسیقی متن منتشر گردید.
«برای تو» در جدول‌های کراوسی، لاتویا، اسلوونی در رتبه اول و در چارت‌های، اسکاتلند، فرانسه، لهستان، فلاندرز، سوئیس، پرتغال، اتریش، بریتانیا جزو ده ترانه اول قرار گرفت.